# Kasey Kahne

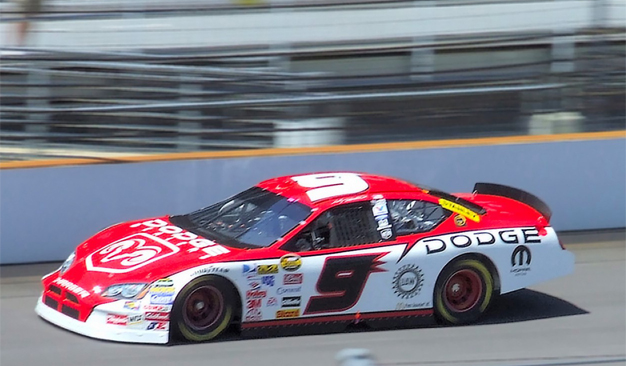
Kahne in 2007

Kasey Kenneth Kahne (Enumclaw (Washington), 10 april 1980) is een Amerikaans autocoureur.

## Carrière
Newman startte zijn carrière in de NASCAR in 2002 in de Nationwide Series. Een jaar later won hij de seizoensafsluiter op de Homestead-Miami Speedway en finishte op de zevende plaats in het eindklassement. Hij maakte zijn debuut in de Nextel Cup in 2004 en won de trofee rookie of the year. In 2005 won hij de Chevy American Revolution 400 op de Richmond International Raceway. In 2006 vertrok hij zes keer vanaf poleposition en won evenveel races. Tijdens de Chase for the Championship finishte hij op de achtste plaats. In 2008 won hij de Coca-Cola 600 en de Pocono 500. In 2009 won hij de Pep Boys Auto 500 en de Toyota/Save Mart 350 op de Infineon Raceway. In 2010 wist hij geen races te winnen. Een jaar later won hij de Kobalt Tools 500. In 2012 behaalde hij de tot nog toe beste eindstand toen hij vierde werd in de eindstand na winst tijdens de Coca-Cola 600 en de Lenox Industrial Tools 301.
Hij nam in zijn carrière vijf keer deel aan een wedstrijd uit de Camping World Truck Series en won er vier van.

## Resultaten in de NASCAR Sprint Cup
Sprint Cup resultaten (aantal gereden races, polepositions, gewonnen races en positie in het kampioenschap)
| Jaar | Races | Polepositions | Overwinningen | Kampioenschap |
| ---- | ----- | ------------- | ------------- | ------------- |
| 2004 | 36    | 4             | 0             | 13e           |
| 2005 | 36    | 2             | 1             | 23e           |
| 2006 | 36    | 6             | 6             | 8e            |
| 2007 | 36    | 2             | 0             | 19e           |
| 2008 | 36    | 2             | 2             | 14e           |
| 2009 | 36    | 0             | 2             | 10e           |
| 2010 | 36    | 4             | 0             | 20e           |
| 2011 | 36    | 2             | 1             | 14e           |
| 2012 | 36    | 4             | 2             | 4e            |
| 2013 | 36    | 0             | 2             | 12e           |